# Stictoptera arcuata
Stictoptera arcuata là một loài bướm đêm trong họ Noctuidae.